# Велицкий, Кшиштоф
Кшиштоф Ежи Велицкий (пол. Krzysztof Jerzy Wielicki; 5 января 1950, Остшешув, Польша) — польский альпинист, пятый человек в мире, покоривший всё 14 восьмитысячников планеты, из которых три — Эверест, Канченджангу и Лхоцзе (соло) впервые в зимнее время года. Автор ряда рекордов восхождений на гималайские гиганты — на Броуд-Пик (первое в истории одиночное восхождение на восьмитысячник за 22 часа от основания до вершины), соло на Дхаулагири (за 16 часов) и Шишабангму по новым маршрутам.
Член Клуба исследователей, обладатель одной из высших наград клуба — премии Лоуэлла Томаса (англ. The Lowell Thomas Award) в номинации «альпинизм». Почётный выпускник Вроцлавского технологического университета (2007). В 2019 году удостоен самой престижной награды в мировом альпинизме «Золотой ледоруб» в номинации «За достижения всей жизни» (англ. Lifetime Achievement Award).

## Биография
Родился 5 января 1950 года в селе Шклярка Пшигодзицкая (гмина Остшешув, Польша). В 1972 году окончил факультет электроники Вроцлавского технологического университета, во время учёбы в котором возглавлял студенческий альпклуб (пол. Komisji Turystyki Zrzeszenia Studentów Polskich). По профессии инженер. Заниматься альпинизмом начал в 20 лет в польских Соколиках (англ. Sokoliki Mountains). С 1972 года тренировался, в том числе, под началом Ванды Руткевич. Совершил целый ряд восхождений в Альпах, на Кавказе, Памире и Гиндукуше.

### Восхождения в Гималаях
После покорения в 1964 году последнего восьмитысячника планеты, в первовосхождениях на которые польским альпинистам не удалось преуспеть, логичным продолжением развития высотного альпинизма стало повторение восхождений на них в зимнее время. В 1979 году Кшиштоф вошёл в состав первой в истории зимней экспедиции на Эверест под руководством Анджея Завады — идеолога зимних высотных восхождений, которая завершилась 17 февраля 1980 года его первым успешным восхождением на восьмитысячник (вместе с Лешеком Цихы). Восхождение было осуществлено по юго-восточному гребню при температурах ниже пятидесяти градусов по Цельсию в последний день срока действия разрешения местных властей на право штурма вершины.

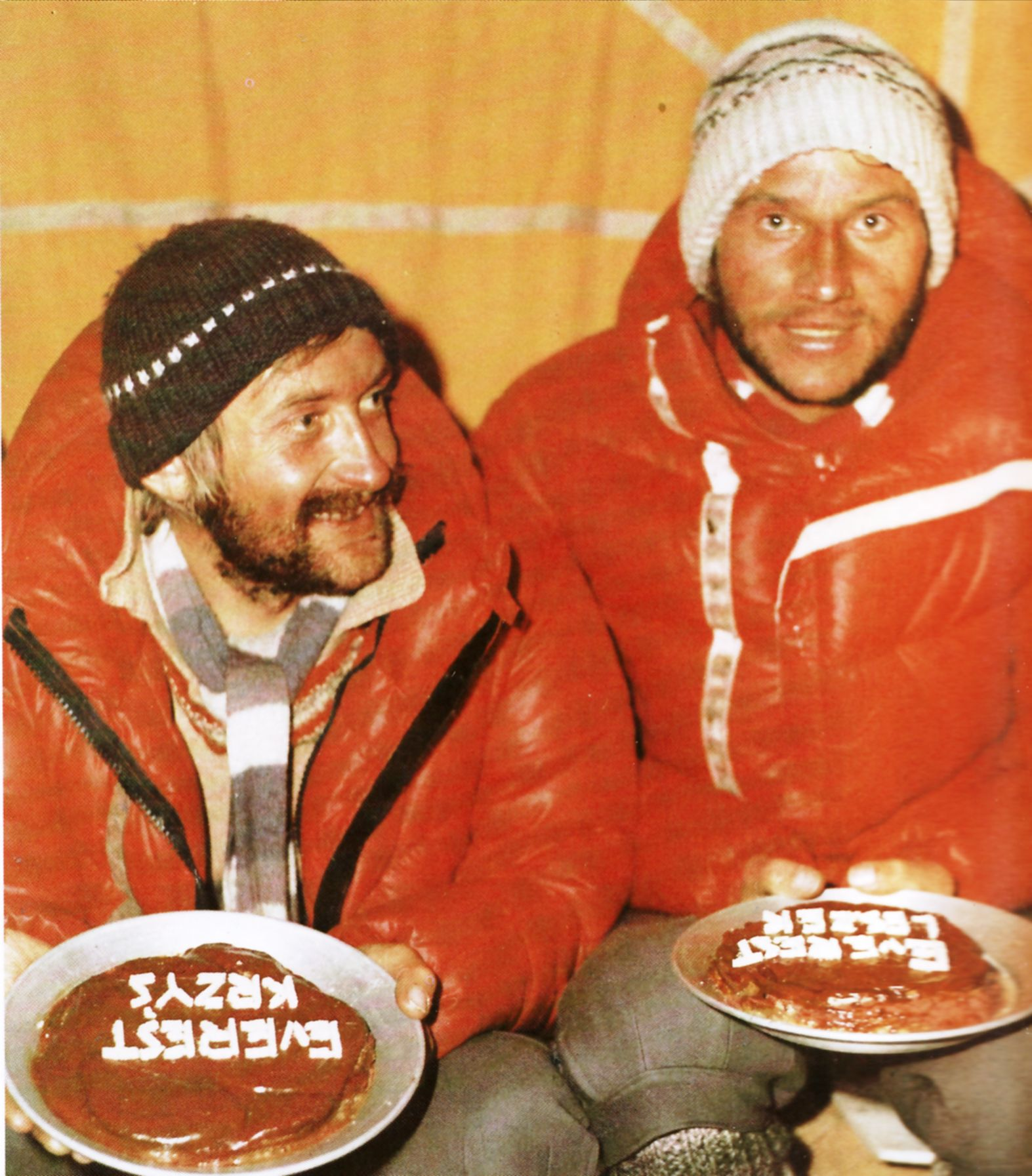
Велицкий и Цихы после спуска с Эвереста, 1980

Второй гималайской вершиной в его карьере стал Броуд-Пик, на который Кшиштоф поднялся 14 июля 1984 года, установив новый рекорд в высотных восхождениях — соло за 22 часа на подъём-спуск от подножия до вершины (по классическому маршруту). «Я чувствовал, что смогу это сделать, хотя — не отрицаю — эта идея могла показаться сумасшедшей. Никто до меня такого даже не пробовал… Кроме того, я решил сделать это в одиночку… я хотел сделать, по крайней мере, что-то новое. И это получилось». 20 октября того же года ему покорилась Манаслу по новому маршруту по юго-восточной стене (вместе с Александром Львовым) (в 1992 году Велицкий поднялся на Манаслу повторно (по классическому маршруту) с Марко Бьянки (итал. Marco Bianchi) и Кристьяном Кунтнером).
В 1985 году Велицкий стал участником очередной польской зимней гималайской экспедиции — на этот раз на Канченджангу (руководитель Анджей Махника). 11 января 1986 года вместе с Ежи Кукучкой он поднялся на третью по высоте вершину мира — экспедиция была совершена всего за 32 дня без помощи высотных носильщиков и использования кислорода, но была омрачена трагедией — от отёка лёгких умер польский ветеран-гималаец Анджей Чок.
До конца 1980-х Кшиштофу покорились Макалу (24 сентября 1986 — новая вариация французского маршрута по юго-западному гребню и северной стене (вместе с Марцелем Рюэди), руководитель экспедиции Кшиштоф Панкевич) и Лхоцзе. На последнюю в составе бельгийской экспедиции на Эверест/Лхоцзе (руководитель Герман Детинне (нидерл. Herman Detienne)) 31 декабря 1988 года Велицкий совершил первое и пока единственное в истории альпинизма одиночное зимнее восхождение (по классическому маршруту).
На протяжении следующего десятилетия Кшиштофу Велицкому удалось взять все оставшиеся восьмитысячники планеты. В 1990 году он взошёл на Дхаулагири (скоростное сольное восхождение за 16 часов от базового лагеря до вершины по новому маршруту по восточной стене (24 апреля)), в 1991 году возглавил экспедицию на Аннапурну, в ходе которой ему и Богдану Стефко (пол. Bogdan Stefko) с Ришардом Павловским 21 октября удалось достигнуть вершины по маршруту Криса Бонингтона 1970 года. Девятым восьмитысячником в его карьере стала Чо-Ойю, на которую он поднялся по новому маршруту с Марко Бьянки 18 сентября 1993 года, а 7 октября этого же года он прошёл новый соло-маршрут на Шишабангму, которая стала десятой вершиной на пути к «Короне Гималаев».
9 июля 1995 года Велицкий покорил Гашербрум II — 13-ю по высоте вершину мира, а спустя шесть дней вместе с Яцеком Бербекой, Карлосом Карсолио и Эдом Вистурсом поднялся на Гашербрум I. Годом позже, 14 августа 1996 года ему, после неоднократных попыток восхождений (в том числе в 1982-м (экспедиция Януша Курчаба) и 1987/88 гг. Анджея Завады), покорилась вторая по высоте вершина в мире К2 — по северному ребру — вместе с итальянцами Марко Бьянки и Кристианом Кунтнером (параллельно с польско-итальянской командой на маршруте работала российская экспедиция Ивана Душарина). Заключительным аккордом на пути к «Короне Гималаев» стало его одиночное скоростное 7-дневное полностью сольное восхождение на Нанга-Парбат 1 сентября 1996 года по маршруту Тони Кинсхофера (англ. Kinshofer Route) (в 1996 году Велицкий стал единственным восходителем на Нанга-Парбат (пять экспедиций из разных стран (более 30 альпинистов) в разное время штурмовали вершину, но все закончились безрезультатно)).

### Продолжение карьеры
После обретения «Короны Гималаев» Велицкий продолжил карьеру и воплощение в жизнь задач польского альпинизма. Зимой 2002/2003 годов он организовал и возглавил международную экспедицию на К2 (в которой, помимо ведущих польских спортсменов (Яцека Бербеки, Петра Моравского и других), приняли участие Денис Урубко и Василий Пивцов (из Казахстана), а также Ильяс Тухватуллин (Узбекистан), однако она не смогла добиться существенного успеха. Зимой 2006/2007 годов он возглавил польскую экспедицию на Нанга-Парбат, но и она из-за экстремальных погодных условий закончилась ничем: «Выше 6000 метров был лишь вымораживающий ад».
В 2013 году Кшиштоф стал во главе экспедиции, целью которой было первое зимнее восхождение на Броуд-Пик. 5 марта она добилась успеха — на вершину впервые в зимний период поднялись Адам Белецкий , Артур Малек , Мацей Бербека и Томаш Ковальский, однако была омрачена трагедией — во время спуска погибли Бербека и Ковальский.
В январе-марте 2018 года Велицкий возглавил свою вторую зимнюю экспедицию на К2 — последний непокорённый в зимний период восьмитысячник планеты (оф. Национальная зимняя экспедиция на K2 2017/2018), в которую вошли 12 участников, в том числе Януш Голяб (капитан), Адам Белецкий и Денис Урубко. Команда работала на горе в период с 15 января по 28 февраля, но из-за очень сложных погодных условий закончилась, фактически, безрезультатно. 20 февраля Урубко и Белецкому удалось дойти «всего» до 7400 м. Решением руководителя 5 марта экспедиция была свёрнута. В ходе экспедиции в период с 26 по 31 января четверо её участников (Урубко, Белецкий, Пётр Томаля (пол. Piotr Tomala) и Ярослав Ботор) участвовали в спасработах на Нанга-Парбат, где после восхождения оказались в аварийной ситуации француженка Элизабет Револь и поляк Томаш Мацкевич. Усилиями польских альпинистов Револь была снята с высоты 6100 м (она получила отморожения конечностей, но осталась жива), Мацкевич погиб.
В настоящее время проживает в городе Тыхы и работает исполнительным директором в компании-дистрибьюторе альпинистского и снаряжения для активного отдыха.

## Награды
- 1996 — «Человек года» (пол. Gigant) по версии газеты Выборча[32]
- 2000 — Лауреат высшей номинации (Explorer) 2-го фестиваля «Explorers Festival», проходимом в городе Лодзь, присуждаемой «самым выдающимся исследователям Земли»[33]
- 2001 — Премия Томаса Лоуэлла[англ.] (англ. The Lowell Thomas Award) Клуба исследователей в номинации «альпинизм»[1]
- 2007 — Почётный выпускник Вроцлавского технологического университета[3]
- 2018 — Премия принцессы Астурийской (совместно с Райнхольдом Месснером)